# Flughafen Mercedes

i8
i11
i13
Der Flughafen Mercedes (spanisch: Aeropuerto del Iberá, auch Aeropuerto Mercedes; IATA-Code: MDX, ICAO-Code: SATM) ist ein Flughafen 4 km südlich von Mercedes in der argentinischen Provinz Corrientes.

## Flughafendaten
Der Flughafen hat  eine Asphaltpiste mit 1800 m Länge und 30 m Breite. Das Passagierterminal umfasst 250 m². Die Seehöhe beträgt 105 m.

## Geschichte
Der Flughafen wurde 1965 gebaut. Im Jahre 2012 wurden umfangreiche Renovierungsarbeiten durchgeführt. Nach der Wiedereröffnung führte Macair/LAER zwischen November 2012 und Juli 2013 drei wöchentliche Flüge mit BAe Jetstream 31 durch, die Mercedes als Zwischenstopp für seinen Flug nach Reconquista nutzten. Von 2013 bis 2023 wurden keine Linienflüge durchgeführt, aber Sanitäts-, Sport- oder Charterflüge. Im Jahre 2023 wurde der kommerzielle Flugverkehr mit der Strecke Mercedes – Buenos Aires mit einer Embraer 145 des Flugtaxiunternehmens American Jet S.A. wieder aufgenommen.